# حامول مستدير الزهرة
حامول مستدير الزهرة (الاسم العلمي:Cuscuta rotundiflora) هو نوع من النباتات يتبع جنس الحامول من الفصيلة المحمودية.